# Winkler Gábor (építész)
Winkler Gábor (Szombathely, 1941. május 16. – Győr, 2015. május 19.) magyar építész, egyetemi tanár, a műszaki tudományok kandidátusa (1994), a Magyar Tudományos Akadémia doktora (2004).

## Élete és munkássága
Winkler Oszkár és Lovas Anna gyermekeként született. Egyetemi tanulmányait a Budapesti Műszaki Egyetemen végezte el 1959-1964 között.
1964-1967 között Győrött építésvezetőként dolgozott. 1967-1970 között a Győri Tervező Vállalat építésze, majd 1970-1990 között a Győr-Sopron Megyei Tanács Tervező Vállalat építészeti csoportvezetőjeként működött. 1975-ben kidolgozta Pápa műemléki belvárosának rehabilitációs tervét. 1980-ban megszervezte Győr-Gyárváros helyi műemléki védelmét. 1988-ban közreadta Sopron 19. századi építészettörténetét, elkészítette az elmúlt 100 év építészeti emlékeinek vidéki összeírását és metodikáját, tervezte többek között a zsirai kastély, a csornai premontrei prépostság helyreállítását. 1990-1995 között a Hungaro-Austro Kft. vezető építész tervezője volt. 1995-től a Soproni Egyetem építéstani tanszékvezető egyetemi tanára. Pápa főépítésze. A Magyar Tudományos Akadémia Építészettörténeti és Elméleti Bizottságának tagja, 2000-től 2006-ig elnöke.
2003-tól a Széchenyi István Egyetem tanszékvezető egyetemi tanára, 2011-től a Széchenyi István Egyetem emeritus professzora.
1993 és 2011 között az Europa Nostra (Hága) tanácstagja. 
ICOMOS Magyar Nemzeti Bizottság korábbi elnöke, az ICOMOS (Párizs) tiszteletbeli tagja.

## Magánélete
1969-ben házasságot kötött Alexovics Hedviggel. Két gyermekük született; Ágoston Gábor (1981) és Hedvig Anna (1985).

## Művei
- Metodikai útmutató az elmúlt 100 év építészeti emlékeinek védelméhez. 1-3, 5-6. köt.; Építés- és Városfejlesztési Minisztérium–Győr-Sopron megyei Tanácsi Tervező Kisvállalat, Győr, 1982-1983
- Győr, evangélikus Öregtemplom (1985)
- Sopron, evangélikus templom (1986, 2008) ISBN 963 555 385 4
- Megújuló Győr (1988)
- Sopron építészete a 19. században (1988)
- A megújuló Pápa; Pápa város Tanácsa, Pápa, 1989
- Göcsei János–Winkler Gábor: Zsira, kastély; TKM Egyesület, Bp., 1990 (Tájak, korok, múzeumok kiskönyvtára)
- Győr fotóalbum (1990, 2005, tizenegy kiadás) ISBN 963 7540 008 – ISBN 963 219 276 1
- Sopron. Útikönyv (1995)
- Győr. Útikönyv. Stadtführer (2000) ISBN 963754060 1
- Történeti utakon – Közútjaink emlékhelyei és műszaki emlékei (1996)
- Útmutató építkezőknek. Őrség, Vend-vidék, Vasi Hegyhát; Fertő-Hanság Nemzeti Park Igazgatóság, Sopron, 1996
- Őrség-Vend-vidék-Vasi hegyhát (1996)
- Győr 1539–1939 (1998)
- Győr 1939–1999 (1999)
- Győr Gyárvárosi plébániatemplom és lakónegyed (1999) ISBN 963 554 281 X ISSN 0139-245X
- Sopron. fotóalbum (1995, 2000, 2002, 2005) ISBN 963 754 037 7
- Építészettörténet; Széchenyi István Egyetem, Győr, 2002
- Winkler Oszkár élete és munkássága, 1907-1984; NyME Faipari Mérnöki Kar, Sopron, 2002 (A Faipari Mérnöki Kar nagyjai)
- Pápai éveim (2007) ISBN 978-963-87002-7-8
- Evangelische Kirche Sopron (Ödenburg) (2008) ISBN 978 963 065 149 3
- Atrium – Architecture of totalitarian regimes of the XXo[!th] century in urban management. A 20. század totalitárius rezsimek építészete a városvezetésben. Nemzetközi építészeti szemle; Széchenyi István Egyetem, Győr, 2012

## Külső hivatkozások
- Artportal.hu
- Kisalföld.hu Archiválva 2010. augusztus 8-i dátummal a Wayback Machine-ben
- Magyar Közlöny, Magyar Köztársaság Érdemrend Kitüntetettek névsora
- MTA Winkler Gábor
- MTA ajánlás[halott link]
- Europa Nostra Bizottság[halott link]
- ICOMOS Bizottság